# Horní Bříza (stacja kolejowa)
Horní Bříza – stacja kolejowa w Horní Bříza, w kraju pilzneńskim, w Czechach. Położona jest na wysokości 415 m n.p.m.
Na stacji nie ma możliwości zakupu biletu, a obsługa podróżnych odbywa się w pociągu.. 

## Linie kolejowe
- 160 Plzeň - Žatec